# Угринівська сільська рада (Підгаєцький район)
Угри́нівська сільська́ ра́да — адміністративно-територіальна одиниця та орган місцевого самоврядування в Підгаєцькому районі Тернопільської області. Адміністративний центр — село Угринів.

## Загальні відомості
- Територія ради: 24,366 км²
- Населення ради: 1 297 осіб (станом на 2001 рік)

## Населені пункти
Сільській раді підпорядковані населені пункти:
- с. Угринів
- с. Яблунівка

## Населення
За переписом населення України 2001 року в сільській раді мешкало 1295 осіб.

### Мова
Розподіл населення за рідною мовою за даними перепису 2001 року:
| Мова       | Відсоток |
| ---------- | -------- |
| українська | 99,77 %  |
| польська   | 0,08 %   |
| російська  | 0,08 %   |

## Склад ради
Рада складається з 16 депутатів та голови.
- Голова ради: Похила Віталій Ростиславович
- Секретар ради: Середна Оксана Володимирівна

### Керівний склад попередніх скликань
| Прізвище, ім'я, по батькові  | Основні відомості                                                               | Дата обрання | Дата звільнення |
| ---------------------------- | ------------------------------------------------------------------------------- | ------------ | --------------- |
| Патра Ігор Володимирович     | Сільський голова, 1963 року народження, безпартійний                            | 26.03.2006   | 31.10.2010      |
| Кузів Іван Іванович          | Сільський голова, 1961 року народження, освіта середня спеціальна, безпартійний | 31.10.2010   | 13.05.2013      |
| Похила Віталій Ростиславович | Сільський голова, 1969 року народження, освіта середня спеціальна, безпартійний | 15.12.2013   |                 |

Примітка: таблиця складена за даними сайту Верховної Ради України

### Депутати
За результатами місцевих виборів 2010 року депутатами ради стали:

#### За суб'єктами висування
| Суб'єкт висування | Кількість обраних депутатів | %   |
| ----------------- | --------------------------- | --- |
| Самовисування     | 16                          | 100 |

#### За округами
| № округу | Прізвище, ім'я, по батькові  | Дата визнання обраним | Освіта  | Партійна приналежність | Відомості про обраного депутата             |
| -------- | ---------------------------- | --------------------- | ------- | ---------------------- | ------------------------------------------- |
| 1        | Мастенко Роман Володимирович | 03.11.2010            | вища    | позапартійний          | Підгаєцький центр зайнятості, спеціаліст    |
| 2        | Лущак Володимир Михайлович   | 03.11.2010            | середня | позапартійний          | тимчасово не працює                         |
| 3        | Солтис Ігор Володимирович    | 03.11.2010            | середня | позапартійний          | тимчасово не працює                         |
| 4        | Банах Олег Іванович          | 03.11.2010            | вища    | позапартійний          | тимчасово не працює                         |
| 5        | Плескун Ігор Васильович      | 03.11.2010            | середня | позапартійний          | тимчасово не працює                         |
| 6        | Куца Люба Франківна          | 03.11.2010            | вища    | позапартійна           | ПСК «ПідгайціТеко», товарознавець           |
| 7        | Цюрисова Оксана Ігорівна     | 03.11.2010            | вища    | позапартійна           | фельдшерсько-акушерський пункт, завідувачка |
| 8        | Липка Юрій Михайлович        | 03.11.2010            | вища    | позапартійний          | Тернопіль МЕМ, електрослюсар                |
| 9        | Слободзян Володимир Ігорович | 03.11.2010            | середня | позапартійний          | Бережанський АТІ, студент                   |
| 10       | Полиняк Володимир Степанович | 03.11.2010            | середня | позапартійний          | тимчасово не працює                         |
| 11       | Шпак Олег Романович          | 03.11.2010            | середня | позапартійний          | Львівська політехніка, студент              |
| 12       | Хоптій Василь Васильович     | 03.11.2010            | середня | позапартійний          | тимчасово не працює                         |
| 13       | Кравець Іван Михайлович      | 03.11.2010            | середня | позапартійний          | тимчасово не працює                         |
| 14       | Середна Оксана Володимирівна | 03.11.2010            | вища    | позапартійна           | Угринівська сільська рада, секретар         |
| 15       | Фатюк Оксана Василівна       | 03.11.2010            | вища    | позапартійна           | тимчасово не працює                         |
| 16       | Кравець Степан Михайлович    | 03.11.2010            | середня | позапартійний          | тимчасово не працює                         |